# Fiatal Táncosok Eurovíziója
Ha a következő versenyről szeretnél többet tudni, lásd: 2019-es Fiatal Táncosok Eurovíziója
Ha az Eurovíziós Táncversenyről szeretnél többet tudni, lásd: Eurovíziós Táncverseny
A Fiatal Táncosok Eurovíziója (angolul: Eurovision Young Dancers, franciául: Eurovision des Jeunes Danseurs) egy kétévente megtartott táncverseny az Európai Műsorsugárzók Uniójának (angol nevének rövidítése, EBU) aktív tagállamai között. A fesztivál keretében minden részt vevő ország benevez egy vagy két táncost, akik élő adásban előadnak egy táncot, majd egy szakmai zsűri eldönti, hogy ki lesz a győztes. Az országok az EBU-tag tévétársaságaikon keresztül szerepelnek (Magyarországon az MTVA tagja az EBU-nak), melyek feladata az országot képviselő táncos és tánc kiválasztása. A versenyen már két olyan ország is részt vett, ami nem tagja az EBU-nak, Kanada és Koszovó.
A versenyt 1987-es kezdése óta (2007 és 2009 kivételével) minden második évben megtartották. Európa nagy részén közvetítik, elsősorban a részt vevő országok. Általában a tánc fellegvárának tartják, azonban a szereplő táncok stílus tekintetében széles skálán mozognak, van köztük hiphop, balett és egyéb műfajok is.
Testvérversenye a Fiatal Zenészek Eurovíziója.

## Formátum
A részt vevő országok táncosokat küldenek be, akik élő televíziós műsorban előadnak egy táncprodukciót, és az EBU az Eurovíziós Hálózaton keresztül egyszerre az összes országban közvetíti. Egy „ország”-ot, mint résztvevőt egy televíziós társaság képvisel az adott országból. A műsort az egyik részt vevő ország rendezi, és az adást a rendező város előadóterméből közvetítik. A műsor alatt a szakmai zsűri pontozza a táncosokat, majd két produkciót küld a végső körbe, ahol rögtönözni kell. A zsűri a végső körbe került versenyzők közül nevezi meg a győztest. A győztesnek egy trófea és pénzjutalom jár. Az Eurovíziós Dalfesztivállal ellenben itt nem az előző évi győztes rendez, hanem pályázni kell a rendezés jogára. Eddig még nem alakult ki olyan helyzet, hogy az előző évi győztes rendezte volna a versenyt.
A műsort minden esetben egy vagy több műsorvezető nyitja, aki(k) üdvözli(k) a show nézőit.
A közvetítések előtt játszott főcímzene Marc-Antoine Charpentier Te Deum-jának prelúdiuma. Ezt adják le a többi eurovíziós verseny előtt is.
A Fiatal Táncosok Eurovíziója döntőjét általában egy kora nyári péntek estén tartják Közép-európai nyári idő szerint 20:00 órakor.

## Részvétel
Alkalmas résztvevőknek a European Broadcasting Union aktív tagjai számítanak, de már két társult tag is részt vett a versenyen, Kanada és Koszovó. Azok az aktív tagok, kiknek államai az Európai Sugárzási Területen (European Broadcasting Area) belülre esik, vagy akik tagjai az Európa Tanácsnak.
Az Európai Sugárzási Területet a Nemzetközi Telekommunikációs Unió (International Telecommunication Union) határozza meg.
Az aktív tagoknak olyan szervezetek számítanak, amelyek sugárzásai (elméletben) elérhetőek azon ország teljes lakosságának, ahol a központjuk van.
Megjegyzendő, hogy a részvételi alkalmasság nem függ Európán belüli földrajzi elhelyezkedéstől, a névben szereplő „Euro” ellenére, és nincs semmi köze az Európai Unióhoz. Eddig egy Európán kívüli ország vett részt, Kanada 1987-ben és 1989-ben.

EBU-tagországok, amelyek már legalább egyszer részt vettek a versenyen
EBU-tagországok, melyek még egyetlen alkalommal sem vettek részt a versenyen
EBU-tagországok, melyek korábban más ország részeként vettek részt a versenyen, de független országként még nem

Eddig harminchat ország szerepelt legalább egyszer. Ezek a következőek (az első részvétel éve szerint sorba rakva):
- 1985 –  Belgium,  Egyesült Királyság,  Finnország,  Franciaország,  Hollandia,  Németország,  Norvégia,  Olaszország,  Spanyolország,  Svájc,  Svédország
- 1987 –  Ausztria,  Dánia,  Jugoszlávia,  Kanada
- 1989 –  Ciprus,  Portugália
- 1991 –  Bulgária
- 1993 –  Észtország,  Görögország,  Lengyelország,  Szlovénia
- 1995 –  Magyarország,  Oroszország
- 1997 –  Lettország,  Szlovákia
- 1999 –  Csehország
- 2001 –  Írország,  Ukrajna
- 2003 –  Románia,  Örményország
- 2011 –  Horvátország,  Koszovó
- 2013 –  Fehéroroszország
- 2015 –  Albánia,  Málta

Az Európai Műsorsugárzók Uniójának tagállamai, melyek még egyszer sem vettek részt a versenyen:
- Algéria
- Andorra
- Azerbajdzsán
- Bosznia-Hercegovina
- Egyiptom
- Grúzia
- Izland
- Izrael
- Jordánia
- Libanon
- Líbia
- Litvánia
- Luxemburg
- Észak-Macedónia
- Marokkó
- Moldova
- Monaco
- Montenegró
- San Marino
- Szerbia
- Törökország
- Tunézia
- Vatikán

## Magyarok a Fiatal Táncosok Eurovízióján
Magyarország eddig háromszor szerepelt a versenyen, 1995, 1997 és 1999-ben, de egyszer sem sikerült az elődöntőből a döntőbe jutni.

### Résztvevők
| Év   | Táncos        | Tánc          | Koreográfus     | Döntő                   | Elődöntő |
| ---- | ------------- | ------------- | --------------- | ----------------------- | -------- |
| 1995 | Weisz Sára    | „Death”       | Juronics T.     | Nem jutott be a döntőbe | Kiesett  |
| 1997 | Kapin Gábor   | „La Sylphide” | A. Bournonville | Nem jutott be a döntőbe | Kiesett  |
| 1999 | Bongár Attila | „Le Corsaire” | M. Petipa       | Nem jutott be a döntőbe | Kiesett  |

## Szabályok
A részt vevő országoknak számos szabályt be kell tartaniuk. Minden évben új változatot készítenek, amely egyértelműen meghatározza a határidőket. A legjelentősebb szabályok, melyek befolyásolják a verseny formátumát, valamelyest változtak az évek során, és itt ki vannak emelve.

### A versenyzőkre vonatkozó szabályok
- A legfiatalabb versenyző 16, míg a legidősebb 21 éves lehet.
- Versenyző az lehet, aki az adott ország állampolgára vagy legalább két évig tartózkodott az országban.
- Hivatásos táncosok nem indulhatnak.
- Minden versenyzőnek egy szóló táncot kell bemutatnia, amire előre felkészült, stílusbeli megkötöttség nincs.
- Ezután minden versenyzőnek részt kell vennie a csoportos táncban, amit A Fiatal Táncosok Hetében (a döntő előtti héten), egy független profi táncos koreografál.
- Az EBU nem korlátozza a koreográfusok nemzetiségét, az egyes közvetítők szabadon bevezethetnek ilyen korlátozásokat.

### Az előadásra vonatkozó szabályok
- Az előadás maximum másfél perces lehet.
- Az egyszerre színpadon levő előadók száma legfeljebb kettő.
- Az előadás nem hozhatja a versenyt rossz hírbe.

## Szavazás
A szavazási rendszer az évek folyamán nem sokat változott. A jelenlegi rendszer, 2011-től van érvényben. A zsűri a két legjobb produkciót nyújtó táncost küldi a végső körbe, az úgynevezett Final Duel fordulóba (magyarul: Végső Párbaj), ahol rögtönözni kell. A zsűri a végső körbe került versenyzők közül nevezi meg az abszolút győztest.

### Szavazási rendszerek
A verseny történetében eddig háromféle szavazási rendszer volt érvényben, az alábbiak:
| Szavazási rendszer | Alkalmazás éve(i)          |
| --- | -------------------------- |
| A volt táncosokból, koreográfusukból álló szakmai zsűri választja ki a 3 legjobb résztvevőt. | 1985–1987, 1991–2001, 2005 |
| A volt táncosokból, koreográfusukból álló szakmai zsűri három vagy négy kategóriában díjazza a versenyzőket. A díjak négy kategória esetén: kortárs tánc, klasszikus balett-tánc, kortárs tánc (különdíj) és klasszikus tánc (különdíj); három kategória esetén: klasszikus tánc, modern tánc és a zsűri választása. | 1989, 2003                 |
| A volt táncosokból, koreográfusukból álló szakmai zsűri választja ki a 2 legjobb résztvevőt. | 2011–                      |

## Győztesek
| Év      | Ország             | Táncos                                        | Tánc                 | Koreográfus                  |
| ------- | ------------------ | --------------------------------------------- | -------------------- | ---------------------------- |
| 1985    | Spanyolország      | Arantxa Argüelles                             |                      |                              |
| 1987    | Dánia              | Rose Gad Poulsen és Nikolaj Hübbe             | „La Sylphide”        | August Bournonville          |
| 1989[1] | Franciaország      | Agnès Letestu                                 |                      |                              |
| 1989[1] | Egyesült Királyság | Tecuja Kumakava                               |                      |                              |
| 1991[1] | Franciaország      | Emmanuel Thibault                             | „La Sylphide”        | François Taglioni            |
| 1991[1] | Spanyolország      | Amaya Iglesias                                | „La Grisi”           | Lola de Ávila                |
| 1993    | Spanyolország      | Zenaida Janovszki                             | „Esmeralda”          | Marius Petipa                |
| 1995    | Spanyolország      | Jesús Pastor Sahuquillo és Ruth Miró Salvador | „Arrayan daraxa”     | Víctor Ullate                |
| 1997    | Spanyolország      | Antonio Carmena                               | „Angelitos locos”    | J. C. Santamaría             |
| 1999    | Németország        | Katja Wünsche és Yohan Stegli                 | „Cinderella”         | John Neumeier                |
| 2001    | Lengyelország      | David és Marcin Kupiński                      | „Brothers”           | Emil Wesolowski              |
| 2003[1] | Ukrajna            | Zserlin Ndugyi                                | „Le Corsaire”        | Marius Petipa                |
| 2003[1] | Svédország         | Kristina Oom és Sebastian Michanek            | „Light Beings”       | M. Ek                        |
| 2005    | Hollandia          | Milou Nuyens                                  | „Snakesense”         | R. van Berkel                |
| 2011    | Norvégia           | Daniel Sarr                                   | „Full Force”         | Daniel Sarr és Maria Karlsen |
| 2013    | Hollandia          | Sedrig Verwoert                               | „The 5th Element”    | Marco Gerris                 |
| 2015    | Lengyelország      | Viktoria Nowak                                | „Piece in Old Style” | Jacek Przybyłowicz           |
| 2017    | Lengyelország      | Paulina Bidzińska                             | „La Certa”           | Jacek Przybyłowicz           |

↑ 1: 1989-ben, 1991-ben és 2003-ban is két ország egyszerre volt nyertes. Emellett 1989-ben kettő, míg 2003-ban egy ország kapott különdíjat.

A Fiatal Táncosok Eurovíziójának győzteseit ábrázoló térkép. A színek a győzelmek számát jelölik.

Spanyolország tartja a legtöbb győzelem rekordját, a versenyt ötször nyerték meg, a kilencvenes években zsinórban négyszer. Ez, azt jelenti, hogy Németország 1999-es győzelmét leszámítva, a kilencvenes években csak ők nyertek. Ez annak köszönhető, hogy a versenyt kétévente rendezik meg. Emellett egyszer különdíjat is kaptak. Svédország tartja a második és a harmadik helyek rekordját, eddig kétszer-kétszer végeztek a dobogó második illetve harmadik fokán.
Magyarország még nem rendelkezik győzelemmel. Utolsó szereplésünk 1999-ben volt.

## Különdíjasok
| Év   | Különdíj                         | Ország        | Táncos                                | Tánc                        | Koreográfus        |
| ---- | -------------------------------- | ------------- | ------------------------------------- | --------------------------- | ------------------ |
| 1989 | Zsűri különdíja: kortárs tánc    | Spanyolország | María Giménez és Igor Yebra Iglesias  |                             |                    |
| 1989 | Zsűri különdíja: klasszikus tánc | Svájc         | Christina McDermott                   |                             |                    |
| 2003 | Zsűri választása                 | Csehország    | Monika Hejduková és Viktor Konvalinka | „The Twilight of Innocence” | Kodel és Vágnerová |

## Éremtáblázat
| Helyezés | Ország             | Arany | Ezüst | Bronz | Összesen |
| -------- | ------------------ | ----- | ----- | ----- | -------- |
| 1.       | Spanyolország      | 5     | 0     | 1     | 6        |
| 2.       | Lengyelország      | 3     | 1     | 0     | 4        |
| 3.       | Franciaország      | 2     | 1     | 1     | 4        |
| 4.       | Hollandia          | 2     | 0     | 1     | 3        |
| 5.       | Svédország         | 1     | 2     | 2     | 5        |
| 6.       | Németország        | 1     | 1     | 1     | 3        |
| 7.       | Norvégia           | 1     | 1     | 0     | 2        |
| 8.       | Dánia              | 1     | 0     | 1     | 2        |
| 9.       | Egyesült Királyság | 1     | 0     | 0     | 1        |
| 9.       | Ukrajna            | 1     | 0     | 0     | 1        |
| 11.      | Szlovénia          | 0     | 3     | 0     | 3        |
| 12.      | Belgium            | 0     | 2     | 2     | 4        |
| 13.      | Svájc              | 0     | 2     | 0     | 2        |
| 14.      | Ausztria           | 0     | 0     | 1     | 1        |
|          |                    |       |       |       |          |
| Összesen | Összesen           | 18    | 13    | 10    | 41       |

## Rendezések
A Fiatal Táncosok Eurovízióját rendező városok listája:
| Rendezések | Ország             | Város         | Helyszín                    | Év(ek) |
| ---------- | ------------------ | ------------- | --------------------------- | ------ |
| 3          | Lengyelország      | Gdynia        | Teatr Musyczny              | 1997   |
| 3          | Lengyelország      | Varsó         | Teatr Narodowy              | 2005   |
| 3          | Lengyelország      | Gdańsk        | Baltic Opera House          | 2013   |
| 2          | Franciaország      | Párizs        | Palais des Congrès          | 1989   |
| 2          | Franciaország      | Lyon          | Opéra de Lyon               | 1999   |
| 2          | Csehország         | Plzeň         | Nové divadlo                | 2015   |
| 2          | Csehország         | Prága         | Prágai Kongresszusi Központ | 2017   |
| 1          | Olaszország        | Reggio Emilia | Teatro Municipale           | 1985   |
| 1          | Németország        | Schwetzingen  | Schlosstheater Schwetzingen | 1987   |
| 1          | Finnország         | Helsinki      | Helsinki City Theatre       | 1991   |
| 1          | Svédország         | Stockholm     | Dansens Hus                 | 1993   |
| 1          | Svájc              | Lausanne      | Théâtre de Beaulieu         | 1995   |
| 1          | Egyesült Királyság | London        | Linbury Studio Theatre      | 2001   |
| 1          | Hollandia          | Amszterdam    | Stadsschouwburg Theatre     | 2003   |
| 1          | Norvégia           | Oslo          | Dansens Hus                 | 2011   |

## Elmaradt versenyek
A Fiatal Táncosok Eurovíziója tizenkettedik versenyét 2007. február 8-án tartották volna a svájci Lausanne-ban, de végül nem rendezték meg. A svájci műsorsugárzó, az SRG SSR és az Európai Műsorsugárzók Uniója (EBU) úgy döntött, hogy együttműködik egy másik táncversennyel, ami a Prix de Lausanne nevet viseli. Ezt a versenyt 1973 óta rendezik meg, a résztvevők 15 és 18 év közötti fiatal táncosok a világ minden tájáról. A 2007-es Prix de Lausanne-t a dél-koreai Park Sae-eu nyerte. Emellett az EBU 2007-ben elindította az Eurovíziós Táncversenyt, melyet utoljára 2008-ban rendeztek meg.
2009-ben úgy tűnt, hogy visszatér a Fiatal Táncosok Eurovíziója, amit június 19-én rendeztek volna meg Norvégia fővárosában, Oslóban. Viszont 2009 májusában az EBU sajtótájékoztatóján bejelentették, hogy a versenyt mégsem rendezik meg, mivel kevés ország jelentkezett a határidő lejárta előtt.
A versenyt szervező Európai Műsorsugárzók Uniója 2018. december 20-án bejelentette, hogy a rendezvény 2019-ben sem kerül megrendezésre, mivel egy ország sem jelezte, hogy otthont adna a megmérettetésnek. A bejelentésig két ország, az előző győztes, Lengyelország, illetve Málta, jelezték részvételi szándékukat.

## Fordítás
- Ez a szócikk részben vagy egészben  az   Eurovision Young Dancers című angol Wikipédia-szócikk fordításán alapul.  Az eredeti cikk szerkesztőit annak laptörténete sorolja fel. Ez a jelzés csupán a megfogalmazás eredetét és a szerzői jogokat jelzi, nem szolgál a cikkben szereplő információk forrásmegjelöléseként.

## Külső hivatkozások
- (angolul) Fiatal Táncosok Eurovíziója – Hivatalos honlap Archiválva 2018. február 21-i dátummal a Wayback Machine-ben